# Katalin Pálinger
Katalin Pálinger (węg.ˈkɒtɒlin ˈpaːliŋɡɛr) (ur. 6 grudnia 1978 roku w Mosonmagyaróvárze) – węgierska piłkarka ręczna, bramkarka, wielokrotna reprezentantka kraju. Obecnie gra w węgierskim Győri Audi ETO KC. W 2000 roku zdobyła srebrny medal na Igrzyskach Olimpijskich w Sydney. W kadrze narodowej zadebiutowała w 1997 roku.

## Sukcesy

### reprezentacyjne
Mistrzostwa Europy
- (2000)
- (1998, 2004)

Mistrzostwa Świata
- (2003)
- (2005)

Igrzyska Olimpijskie
- (2000)

### klubowe
Mistrzostwa Węgier
- (2001, 2003, 2004, 2008, 2009, 2010, 2011, 2012)
- (2002, 2005)
- (1998, 1999, 2000)

Puchar Węgier
- (2002, 2004, 2008, 2009, 2010, 2011, 2012)

Mistrzostwa Słowenii:
- (2007)

Puchar Słowenii:
- (2007)

 Liga Mistrzyń
- (2009, 2012)

## Wyróżnienia
- 2003, 2004, 2010: najlepsza szczypiornistka roku na Węgrzech.